# 차이위안페이

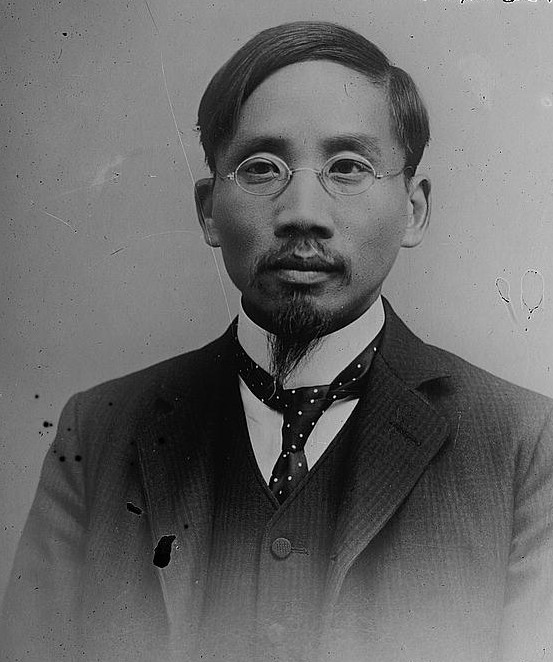
차이위안페이

차이위안페이(蔡元培, 1868년~1940년)는 1916년 말 중화민국 근대 베이징대학의 교장이 되었다. 자는 학경(鶴卿). 호는 혈민(孑民)이다.

## 생애
만주족 봉건 통치 하의 청제국 시기 절강성(浙江省) 소흥부(紹興府)의 한 상인 가정에서 태어났다. 1892년 진사에 합격, 한림원(翰林院) 편수(編修)에 임명되었다. 그러나 청말의 민족적 위기에 몰려 교육 사업을 지향하면서, 관계(官界)로의 진출을 접고 중국 교육회 및 애국학사를 만들어 혁명적인 청년 육성에 노력하였다. 1905년부터는 국민 혁명당 동맹회에 가입하여 활동을 하였으나 얼마되지 않아서는 곧 독일로 유학을 떠났다. 귀국 후 1912년에는 중화민국(中華民國)의 초대 교육총장이 되었고, 1916년에는 경사대학당(京師大學堂)에서 근대식 학교로 변신을 꾀하는 중화민국 국립 베이징 대학에 부임하여 학장이 되었다.
이때 그는 과거의 '대학당(大學堂)'의 간판 하의 이전의 학풍을 바뀌놓고자 하였고 교육적 변화를 꾀하여 국립 베이징 대학의 홍루(紅樓)가 중국의 신문화 운동의 배경 중의 하나가 되게 하였다. 
그러다 차이위안페이는 오사운동이 낳은 혼란의 여파로 인하여, 1919년 6월 이후 몇 차례 국립 베이징 대학의 학장 직의 사퇴 압력을 받기도 하였으나, 1920년 3월에는 구소련의 볼셰비키 혁명을 뒤따르고자 한 베이징대 교내 마르크스-레닌주의 혁명 모임이 '베이징 대학 마르크스학설연구회'라는 명칭으로 그의 허가에 의해 대학 단체로 정식 인가되기도 하였다. 이는 이듬해 코민테른의 비준을 받아 천두슈, 리다자오, 마오쩌둥, 천공보 등이 상하이(上海), 베이징(北京), 후난성(湖南省), 광둥성(廣東省) 등지의 공산주의 소조를 기반으로 중국 공산당을 상하이에서 비밀리에 창당하는 계기가 되기도 하였다.
1923년에는 유럽으로 연구차 외유를 떠나게 되었고, 1925년 귀국 후에는 중국 국민당이 지도하는 북벌 혁명에 적극 가담하였다. 
1927년에 발생하게 된 상하이 쿠데타에서는 중국 국민당의 원로 정치인으로서 장제스의 결정을 따르면서 장제스의 중국 국민당 난징 정부(南京政府)에 입각하여 교육계에서 계속해서 관료직을 맡게 되었으나, 1932년 전후에는 중국 공산당의 공산주의 혁명 활동을 탄압하는 정책을 편 중화민국 국민 정부에 항의하는 이른바 민권 시위 활동을 지지하는 데도 이른다.
그는 중화민국 초기에 리다자오, 천두슈, 마오쩌둥, 덩중샤, 장궈타오, 취추바이, 루쉰, 마오둔, 천옌녠 등의 국립 베이징대 교직원, 학생들이 공산주의 인민 민주 혁명 활동을 전개하는 데 도움을 준 것이었을 뿐 아니라, 구소련의 아시아 지배 전략에 호응하여 급기야는 중국 공산당이 코민테른의 통솔 하에서 무장 군대를 창설하여 중국 전역을 통치하는 전략을 더욱 심화적으로 실행하기 시작하는 중화소비에트공화국 정부를 수립하는 데도 학장으로서 직접적인 책임이 있었다.
그의 교육 사상은 중화민국의 근대의 시기에서 발생한 그의 무정부주의적 교육 이념과 전혀 무관치는 않았던 듯하나, 그는 스스로 중일 전쟁의 발발에 이른 이후로 병으로 죽기 전까지 중국 국민당의 원로 혁명 당원으로서 자리를 지키고 있었고, 난징 정부의 관료 직에서 계속 머물면서 교육계 직책을 맡고 있었다.

## 역대 선거 결과
| 선거명      | 직책명          | 대수 | 정당   | 1차 득표율 | 1차 득표수 | 2차 득표율 | 2차 득표수 | 3차 득표율 | 3차 득표수 | 결과 | 당락 |
| ----------- | --------------- | ---- | ------ | ---------- | ---------- | ---------- | ---------- | ---------- | ---------- | ---- | ---- |
| 1916년 선거 | 중화민국 부총통 | 2대  | 무소속 | -%         | 1표        |            |            |            |            | 15위 | 낙선 |

## 같이 보기
- 중화인민공화국의 교육
- 중국 교육의 역사
- 신문화운동